# Katalin Szendrényi
Katalin Szendrényi est une chanteuse lyrique (soprano) hongroise née à Szeged le 26 août 1960.

## Biographie
Enfant, elle étudie d'abord le piano à six ans, puis passe au chant à l'âge de treize ans. Elle entre à l'Université de musique Franz-Liszt de Budapest, puis est engagée à l'Opéra National de Budapest après avoir obtenu un diplôme d'artiste-enseignante de l'Académie. Elle fait ses débuts sur scène à l'Opéra de Budapest en octobre 1985 dans Cavalleria Rusticana.

## Prix
- 1er prix du Concours International de Chant de Karlovy Vary
- Prix Wagner de l'Opéra de Barcelone au Concours International de Chant de Barcelone (1985)
- Katalin Szendrényi obtient par la suite plusieurs prix aux concours de chant de Bruxelles (1986), Bussetto (1987), Monte-Carlo (1988)

## Enregistrements
- Judith dans Le Château de Barbe-Bleue  de Béla Bartók, avec Falk Struckmann, Eliahu Inbal dirige l'Orchestre symphonique de la Radio de Francfort,(Denon, 1992)
- Dans le même opéra, enregistrement avec Mihály Kálmándy, le Baadische Staatskapelle, direction Günter Neuhold, Ed. Antès, 1996.
- Avec les mêmes interprètes et orchestre que précédemment, Symphonie n°1 Titan de Gustav Mahler

## Sources
D'après le livret du CD enregistrement Inbal.